# Championnat du Burundi de football 2020-2021
Navigation
Saison précédente Saison suivante
La saison 2020-2021 du Championnat du Burundi de football est la cinquante-huitième édition de la Primus League, le championnat de première division au Burundi. Les seize meilleures équipes du pays sont regroupées au sein d’une poule unique où ils s’affrontent deux fois au cours de la saison, à domicile et à l’extérieur. En fin de saison, les trois derniers du classement sont relégués et remplacés par les trois meilleurs clubs de deuxième division.
En fin de saison, le Le Messager FC Ngozi défend son titre et remporte son troisième titre de champion.

## Qualifications continentales
Le champion du Burundi se qualifie pour la Ligue des champions de la CAF 2021-2022 tandis que le vainqueur de la coupe nationale obtient son billet pour la Coupe de la confédération 2021-2022.

## Les clubs participants
- Vital’O FC
- Rukinzo FC
- Muzinga FC - Promu de D2
- Le Messager FC Ngozi
- Bujumbura City FC
- Aigle Noir FC de Makamba
- Burundi Sport Dynamique
- Kayanza United
- Flambeau du Centre
- Olympique Star
- Les Eléphants FC - Promu de D2
- Bumamuru Standard
- Associacion Sportif Inter Star
- Musongati FC
- Royal FC  - Promu de D2
- Atlético Olympic

## Compétition
Le barème utilisé pour établir le classement est le suivant :
- Victoire : 3 points
- Match nul : 1 point
- Défaite : 0 point

### Classement
| Rang | Équipe                         | Pts | J  | G  | N  | P  | Bp | Bc | Diff |
| ---- | ------------------------------ | --- | -- | -- | -- | -- | -- | -- | ---- |
| 1    | Le Messager FC NgoziT          | 55  | 30 | 15 | 10 | 5  | 42 | 26 | +16  |
| 2    | Kayanza United                 | 55  | 30 | 16 | 7  | 7  | 50 | 35 | +15  |
| 3    | Flambeau du Centre             | 54  | 30 | 16 | 6  | 8  | 43 | 26 | +17  |
| 4    | Aigle Noir FC de Makamba       | 53  | 30 | 15 | 8  | 7  | 49 | 33 | +16  |
| 5    | Musongati FC                   | 50  | 30 | 14 | 8  | 8  | 48 | 30 | +18  |
| 6    | Rukinzo FC                     | 50  | 30 | 14 | 8  | 8  | 41 | 35 | +6   |
| 7    | Vital’O FC                     | 44  | 30 | 13 | 5  | 12 | 34 | 33 | +1   |
| 8    | Olympique Star                 | 42  | 30 | 12 | 6  | 12 | 35 | 30 | +5   |
| 9    | Royal FC P                     | 42  | 30 | 11 | 9  | 10 | 36 | 32 | +4   |
| 10   | Burundi Sport Dynamique        | 41  | 30 | 12 | 5  | 13 | 24 | 27 | -3   |
| 11   | Bumamuru FC C                  | 39  | 30 | 11 | 6  | 13 | 33 | 39 | -6   |
| 12   | Atlético Olympic               | 37  | 30 | 10 | 7  | 13 | 35 | 42 | -7   |
| 13   | Bujumbura City FC              | 36  | 30 | 10 | 6  | 14 | 38 | 45 | -7   |
| 14   | Associacion Sportif Inter Star | 31  | 30 | 9  | 4  | 17 | 31 | 42 | -11  |
| 15   | Les Eléphants FC P             | 25  | 30 | 6  | 7  | 17 | 30 | 58 | -28  |
| 16   | Muzinga FC P                   | 12  | 30 | 2  | 6  | 22 | 15 | 51 | -36  |

|  | Qualification pour la Ligue des champions de la CAF 2021-2022            |
|  | Qualification pour la Coupe de la confédération 2021-2022                |
|  | Relégation directe en deuxième division                                  |
|  | T : Tenant du titre C : Vainqueur de la Coupe du Burundi P : Promu de D2 |

## Bilan de la saison
| Championnat du Burundi de football 2020-2021 |                                 |
| Champion                                     | Le Messager FC Ngozi (3e titre) |
| Coupes et trophées                           |                                 |
| Vainqueur de la Coupe du Burundi 2020-2021   | Bumamuru FC                     |
| Qualifications continentales                 |                                 |
| Ligue des champions de la CAF 2021-2022      | Le Messager FC Ngozi            |
| Coupe de la confédération 2021-2022          | Bumamuru FC                     |
| Promotions et relégations                    |                                 |
| Promus en Ligue A                            |                                 |
| Relégués en Ligue B                          | Associacion Sportif Inter Star  |
| Relégués en Ligue B                          | Les Eléphants FC                |
| Relégués en Ligue B                          | Muzinga FC                      |